# Hasselblad

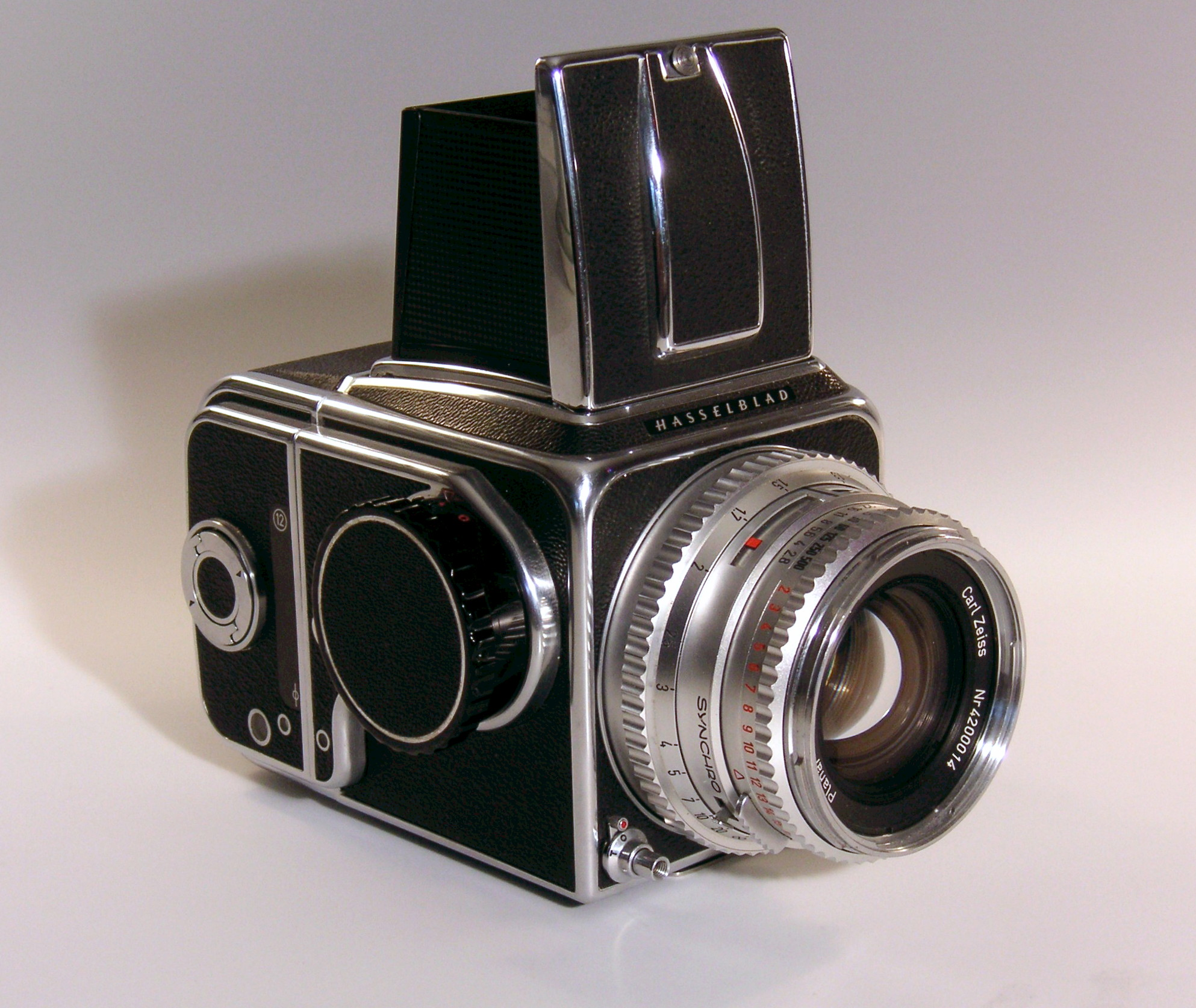
Un Hasselblad 500C, le modèle utilisé par Walter Schirra en 1962

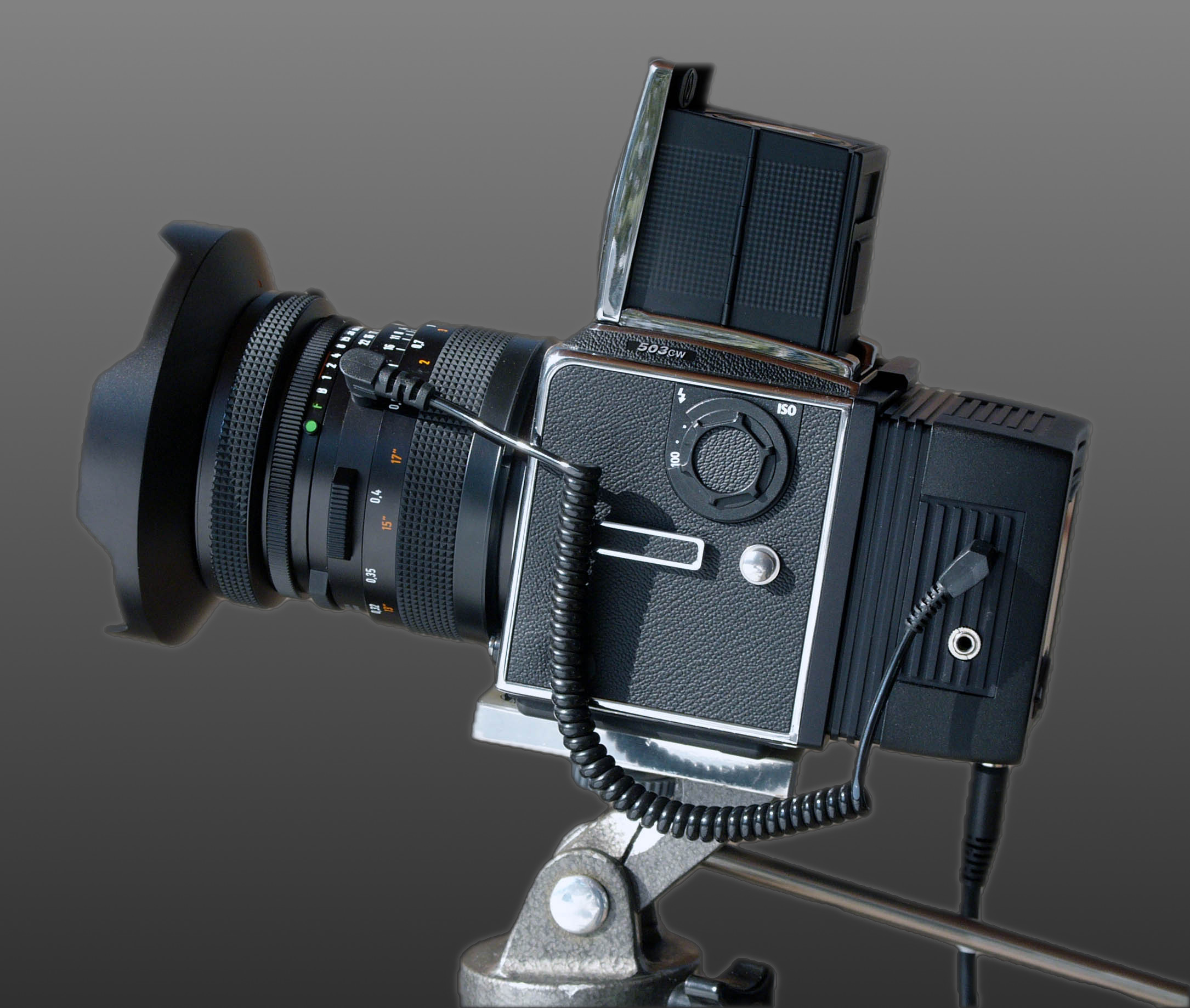
Hasselblad 503CW avec optique Zeiss Distagon 3,5/30 et dos numérique Ixpress V96C

Hasselblad est un fabricant suédois d'appareils photographiques de moyen format, installé à Göteborg.
Ces appareils ont été utilisés sur la Lune entre 1969 et 1972 par les astronautes de la NASA.
La majorité des actions a été rachetée en janvier 2017 par le fabricant chinois de drones DJI, qui utilise désormais la marque Hasselblad sur l'appareil photo du drone Mavic.

## Histoire

### Photographie argentique
Fondée en 1841, l'entreprise fait tout d'abord de l'import-export. Arvid Viktor Hasselblad, le fils du fondateur, est passionné de photographie et développe une branche chargée d'importer du matériel de photographie. En 1888, il conclut un accord avec George Eastman pour distribuer en Suède les produits de la nouvelle compagnie Eastman Kodak. 
Lors de la Seconde Guerre mondiale, le gouvernement suédois demande à Victor Hasselblad (arrière-petit-fils du fondateur de l'entreprise) de développer des appareils pour son armée de l'air, en se fondant sur un exemplaire récupéré sur un avion allemand écrasé en Suède. Après la guerre, la production d'Hasselblad se tourne vers des usages civils et ses produits acquièrent une grande réputation parmi les professionnels pour leur qualité (objectifs Carl Zeiss et utilisation du moyen format, généralement du 6 × 6, donnant des négatifs d'excellente définition).
Les boîtiers les plus répandus sont ceux de la série 500, réflex avec viseur de poitrine. Leur particularité est d'avoir un obturateur central (chaque objectif est doté de son propre obturateur).

### Appareils photos des astronautes
Le moment de gloire de Hasselblad fut l'utilisation lors de la mission Apollo 11 qui vit le premier homme marcher sur la Lune. C'est toutefois une caméra Maurer 16 mm qui est utilisée à travers la fenêtre du LEM lors des alunissages et qui filme la sortie à la cadence d'une image par seconde, ce qui explique le caractère saccadé des mouvements des astronautes.
Un des sept astronautes du programme Mercury, Walter Schirra, entra dans un magasin de photo et acheta un Hasselblad 500C (80 mm, f/2,8) qu'il modifia en enlevant l'étui et en le peignant en noir,. Son appareil n'a pas subi de modification fondamentale pour son voyage, ni d'essais intensif, comme le reste du matériel de bord. Lorsqu'il s'envole en octobre 1962, il prend les premières photos spatiales. Désormais, la NASA et le fabricant suédois ne cesseront de coopérer. La firme commence à étudier des appareils spécialement conçus pour être utilisés dans l'espace par les astronautes. La première photo de nuit depuis Mercury est prise en mai 1963 par Gordon Cooper, pour une expérience de l'université du Minnesota.
Pour les quatre derniers vols du programme Gemini, en 1966 (Gemini 9 à Gemini 12), un Hasselblad SWC équipé d'un objectif de 38 mm f4,5 est utilisé avec plusieurs modifications : la garniture en matière synthétique imitant le cuir est enlevée. Le viseur est redessiné afin de limiter la quantité de composants en verre autorisée à bord. En effet, en cas de casse d'un appareil, l'absence de gravité ferait que des éclats de verre flotteraient à l'intérieur de la capsule et risqueraient de provoquer des blessures. 
Pour les vols Apollo 8 (décembre 1968) à Apollo 11 (juillet 1969), un Hasselblad 500 EL motorisé avec un objectif Zeiss Biogon de focale 60 mm et d'ouverture f/5,6 et deux autres avec une ouverture f/2,8 sont utilisés. La pellicule photographique utilisée était un film positif couleur (diapositive) Kodak Ektachrome standard, 160 ASA. Une plaque de verre avec des croix de repérages était placée juste devant le film. 

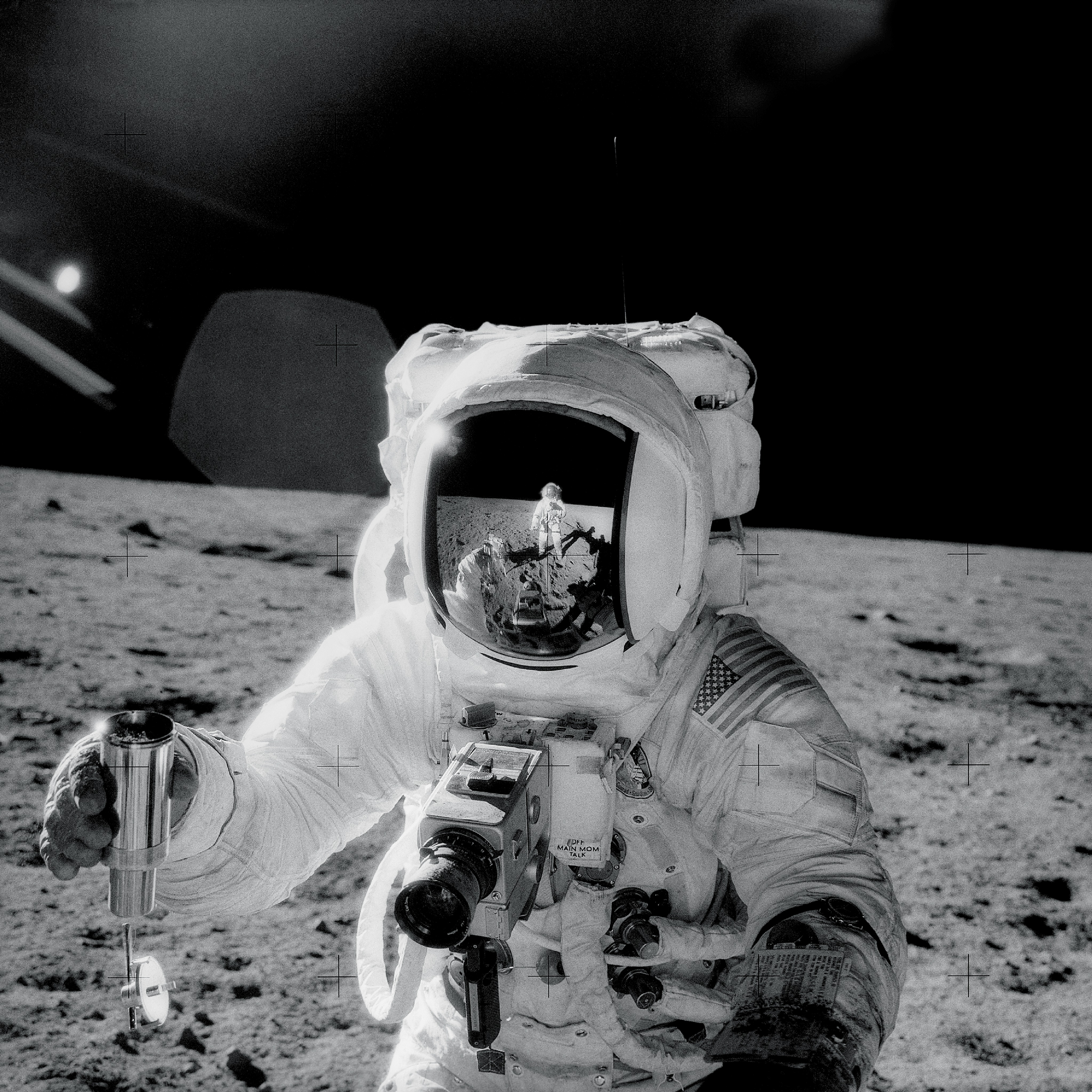
Alan Bean sur la Lune en 1969 lors de la mission Apollo 12. Son Hasselblad est nettement visible, fixé sur sa poitrine.

Il sera fait ensuite plusieurs modifications du boitier : des boutons surdimensionnés ont été montés sur les systèmes de réglage du Hasselblad pour permettre la manipulation avec des gants ; les revêtements en matière synthétique imitant le cuir ont été supprimés parce que leur combustion aurait pu dégager des vapeurs nocives dans une atmosphère d'oxygène à basse pression ; les boitiers ont été recouverts d'une couche d'époxyde anodisé argenté destiné à réfléchir ; des pellicules spéciales en polyester Estar, dont l'épaisseur est inférieure de plus de moitié à celle d'une pellicule normale au triacétate, ont permis que 200 clichés puissent être pris à partir d'un film noir et blanc et environ 160 pour un film couleur, avec un chargeur de film spécial étudié par Cine Mechanical.
Après les excursions, les astronautes abandonnaient leurs appareils sur le sol lunaire afin de gagner du poids lors de leur décollage à bord de l'étage ascensionnel du LEM : seuls, par conséquent, les magasins de films étaient ramenés sur terre. Il ne reste ainsi plus aucun exemplaire des appareils utilisés par ces astronautes, à l'exception toutefois de celui de James Irwin, ramené en 1971 au terme de la mission Apollo 15. 

#### Difficultés
Le fait que l’atmosphère de la Lune soit quasiment inexistante, ne comportant ni gaz carbonique, ni vapeur d'eau, donc pas de couverture nuageuse ou de filtrage, provoque d'une part des variations de températures allant de +114 °C au soleil, à −186 °C à l'ombre, d'autre part une lumière extrêmement crue, due au spectre de rayonnement qui n'est pas tamisé. Non seulement les pellicules photographiques en polyester recouvert d'halogénure d'argent peuvent être voilées ou brûlées par le rayonnement cosmique avant même d'être exposées, mais le mécanisme de l'appareil peut subir des déformations dues à la température et à la modification du champ gravitationnel.
On peut mentionner aussi la résistance aux vibrations et à l'accélération de 3 g pendant la phase de décollage, la poussière très fine, l'électricité statique, le fonctionnement sous vide sur la surface lunaire. 
Malgré ces difficultés, un appareil photo Hasselblad et une montre mécanique Omega Speedmaster ont pu fonctionner normalement au cours du premier voyage sur la Lune pratiquement sans modifications.

#### Photos prises

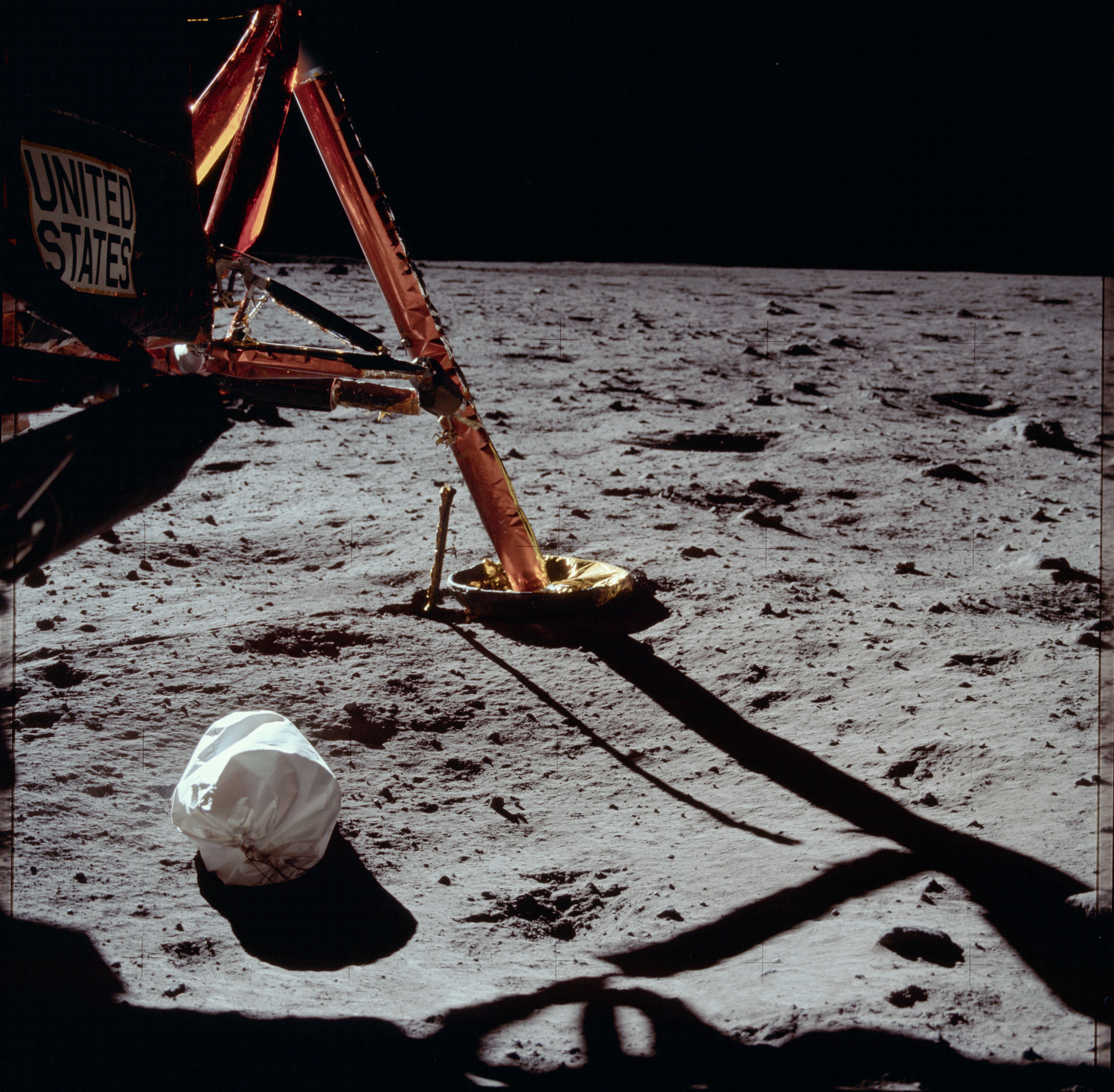
La toute première photographie prise sur la surface lunaire par Neil Armstrong le 20 juillet 1969.

Les pellicules photographiques et leurs développements originaux sont conservées dans les chambres froides de la NASA, pour éviter que les pellicules ne se dégradent avec le temps. 
Pour le vol de Apollo 11, 1 407 photos auraient été prises, dont 232 prises sur la surface de la lune pendant les deux heures à l’extérieur du LEM. Cette mission comprenait aussi un appareil photo stéréoscopique 35 mm avec un flash intégré et un chargeur de film avec cent paires d’images stéréoscopiques. Il a servi à prendre dix-sept photos stéréoscopiques du sol lunaire en close up. La caméra était montée dans un petit cylindre posé à même le sol.

## Photographie numérique
En août 2004, Hasselblad fusionne avec l'entreprise danoise Imacon A/S, spécialisée dans la production d'équipement de photographie numérique, confirmant la volonté d'Hasselblad de se développer dans le domaine de l'imagerie numérique.
La Fondation Hasselblad présente des expositions au Centre Hasselblad situé dans le Musée des beaux-arts de Göteborg.
En septembre 2012, Hasseblad lance son premier appareil photographique hybride, le Lunar : basé sur le Sony NEX-7, il est donc compatible avec tous les objectifs Sony Alpha de monture E. Le Lunar possède un boîtier plus luxueux que le Sony en raison du choix des matériaux. En 2013 sort un compact expert, le Stellar, basé sur le Sony RX100. En juin 2016, Hasselblad lance le X1D, premier hybride moyen format.
La majorité des actions a été rachetée en janvier 2017 par le fabricant chinois de drones DJI, qui utilise désormais la marque Hasselblad sur l'appareil photo du drone Mavic.
Hasselblad propose actuellement des capteurs très haute définition allant de 50 mégapixels en 2007 à 400 mégapixels en 2018.

### Partenariat avecOne Plus et Oppo
Hasselblad a conclu un partenariat avec la firme Chinoise One Plus d'une durée de 3 ans  pour aider celle-ci à améliorer la qualité photo de ses smartphones. Après plusieurs tests (Frandroid, Brandon le proktor et Steven), on remarque une grande amélioration sur l’étalonnage des couleurs, et un bond en ce qui concerne la vidéo car le One Plus 9 pro permet de filmer en 4K 120 ips et en 8K 24 ips.
Ce partenariat a été étendu au smartphone de la marque Oppo, à la suite d'un rapprochement avec Oneplus appartenant au groupe BBK Electronics. On retrouve le partenariat sur le smartphone Oppo find x5, Find x5 pro, Find N2 Flip et sur d'autres modèles de la marque, pas sortis en France celle-ci n'étant plus présente sur le territoire français.